# 10-й штурмовой авиационный корпус
10-й штурмовой авиационный Одесско-Венский корпус (10-й шак) — соединение Военно-Воздушных сил (ВВС) Вооружённых Сил РККА, принимавшее участие в боевых действиях Великой Отечественной войны.

## Наименования корпуса

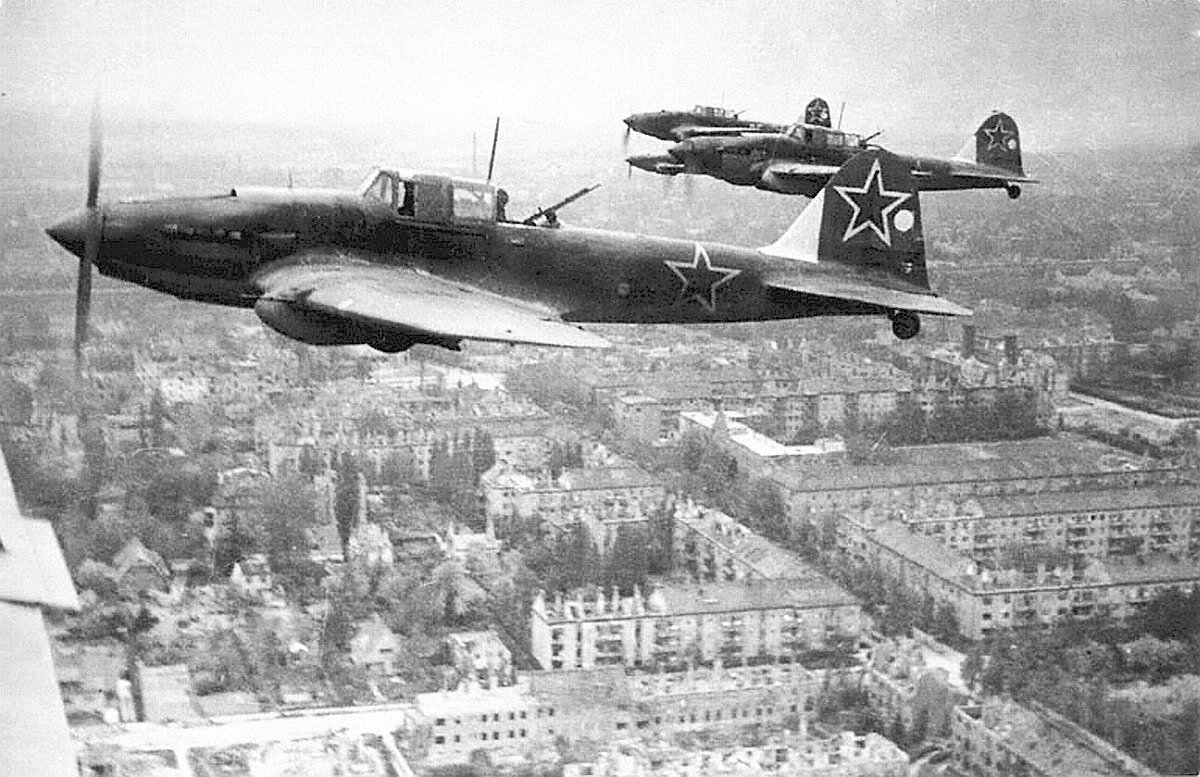
Ил-2

- 9-й смешанный авиационный корпус;
- 9-й смешанный авиационный Одесский корпус;
- 10-й штурмовой авиационный Одесский корпус (с 28 сентября 1944 года);
- 10-й штурмовой авиационный Одесско-Венский корпус (с 17 мая 1945 года).

## Создание корпуса
10-й штурмовой авиационный Одесский корпус создан 28 сентября 1944 года путём преобразования из 9-го смешанного авиационного Одесского корпуса

## Расформирование корпуса
10-й штурмовой авиационный Одесско-Венский корпус был расформирован в апреле 1946 года вместе со входившими в его состав дивизиями:
- 136-я штурмовая авиационная Нижнеднестровская ордена Суворова дивизия — передана в прямое подчинение 17-й ВА;
- 306-я штурмовая авиационная Нижнеднепровская Краснознамённая ордена Суворова дивизия — расформирована 19.03.1946 г.
- 295-я истребительная авиационная Новомосковская Краснознамённая ордена Кутузова дивизия — расформирована 01.01.1946 г.
- 189-я штурмовая авиационная Нижнеднестровская ордена Суворова дивизия — расформирована 01.04.1946 г.

## Командование корпуса
- генерал-лейтенант авиации Толстиков Олег Викторович[2], период нахождения в должности: с 28 сентября 1944 года по январь 1946 года

## В действующей армии
С 28 сентября 1944 года по 9 мая 1945 года, всего 224 дня

## В составе объединений
| Объединение                                  | Период                  |
| -------------------------------------------- | ----------------------- |
| 17-я воздушная армия 3-го Украинского фронта | 28.09.1944 — 11.05.1945 |
| 17-я воздушная армия Южная группа войск      | 15.06.1945 — 1946       |

## Участие в операциях и битвах
- Белградская операция[2] с 28 сентября 1944 года по 20 октября 1944 года.
- Будапештская операция[2] с 29 октября 1944 года по 13 февраля 1945 года
- Апатин-Капошварская наступательная операция с 7 ноября 1944 года по 10 декабря 1944 года
- Ондавская наступательная операция с 20 ноября 1944 года по 15 декабря 1944 года
- Венская операция[2] с 16 марта 1945 года по 15 апреля 1945 года:
  - Веспремская наступательная операция с 16 марта 1945 года по 25 марта 1945 года
  - Шопрон-Баденская наступательная операция с 26 марта 1945 года по 6 апреля 1945 года
  - Надьканиже-Кёрмендская наступательная операция с 16 марта 1945 года по 15 апреля 1945 года
  - Штурм Вены с 26 марта 1945 года по 4 апреля 1945 года
- Балатонская оборонительная операция[2] с 6 марта 1945 года по 15 марта 1945 года
- Грацско-Амштеттенская наступательная операция с 25 апреля 1945 года по 5 мая 1945 года

## Соединения и части корпуса
- 136-я штурмовая авиационная Нижнеднестровская  дивизия (передана в прямое подчинение 17-й ВА)
  - 639-й штурмовой авиационный орденов Суворова и Кутузова полк
  - 210-й штурмовой авиационный  Севастопольский Краснознамённый полк
  - 715-й штурмовой авиационный  Каменец-Подольский Краснознамённый ордена Кутузова полк
  - 989-й штурмовой авиационный Черновицкий ордена Кутузова полк
- 306-я штурмовая авиационная Нижнеднепровская Краснознамённая дивизия (расформирована 19.03.1946 г.)
  - 672-й штурмовой авиационный Галацкий орденов Суворова и Кутузова полк
  - 951-й штурмовой авиационный Нижнеднестровский Краснознамённый ордена Суворова полк
  - 995-й штурмовой авиационный Измаильский ордена Кутузова полк
- 295-я истребительная авиационная Новомосковская Краснознамённая ордена Кутузова дивизия (расформирована 01.01.1946 г.)
  - 31-й Нижнеднестровский истребительный авиационный полк
  - 164-й Галацкий истребительный авиационный полк
  - 116-й Измаильский истребительный авиационный полк
- 189-я штурмовая авиационная Нижнеднестровская ордена Суворова дивизия (расформирована 01.04.1946 г.)
  - 707-й штурмовой авиационный Дунайский Краснознамённый ордена Кутузова полк
  - 615-й штурмовой авиационный Краснознамённый полк имени Чкалова
  - 639-й штурмовой авиационный орденов Суворова и Кутузова полк
- 418-я отдельная авиационная эскадрилья связи
- 284-я отдельная рота связи
- 30-й отдельный взвод аэрофотослужбы
- 2689 военно-почтовая станция

## Боевой путь корпуса
В конце сентября 1944 г. части корпуса продолжали дезорганизовывать железнодорожные и автомобильные перевозки врага, уничтожать его живую силу и боевую технику на марше и в районах сосредоточения, совершали налёты на аэродромы Земун, Нови-Сад.
Точно по разработанному командованием плану 8 октября 1944 г. югославские и болгарские войска перешли в совместное наступление на направлениях Ниш — Лесковац, Скопле —Велес. Поддерживаемые лётчиками корпуса, они отвлекли на себя значительные силы противника, а затем разгромили их.
В период с 28 сентября по 10 октября советские войска продвинулись на направлении главного удара на 130 км и совместно с частями НОАЮ и болгарской армии разгромили основные силы группы противника «Сербия». Задача, поставленная перед 17-й ВА в приграничном сражении, была выполнена. Войска фронта приступили к освобождению столицы Югославии.
С 14 октября части корпуса прикрывают советские войска, штурмующие Белград.
20 сентября 1944 г. отгремели последние залпы на улицах югославской столицы. Подводя итоги боев за Белград, командование наземных войск высоко оценило действия авиации. И эта оценка была вполне заслуженной. Только 10-й штурмовой авиационный корпус за время Белградской операции произвёл 1949 боевых самолёто-вылетов.
После завершения операции главные силы 3-го Украинского фронта, в том числе и 17-я Воздушная армия, были переброшены на левобережье Дуная для наступления в глубь Венгрии. В то же время авиация не прекращала вылетов на поддержку боевых действий НОАЮ. В отдельные дни все имеющиеся силы 17-й ВА поддерживали действия НОАЮ по завершению освобождения Югославии. 29 октября части корпуса принимали участие в уничтожении перед фронтом югославских войск техники и живой силы противника, отходившего в район Чалак — Кралево.
В начале ноября заместитель командующего генерал-майор авиации А. Е. Златоцветов с командного пункта НОАЮ вызывал авиачасти для штурмовки и бомбардировки противника на дорогах Нови-Пазар, Сьеница. Воздушные разведчики передали сведения в штаб югославского командования о группировке фашистов в Вишеграде.
В первых числах ноября 1944 года 3-й Украинский фронт получил задачу захватить плацдармы на правом берегу Дуная, а после подхода главных сил — включиться в общее наступление на территории Венгрии. Умело используя накопленный богатый опыт по преодолению водных преград, советские войска 7 — 9 ноября форсировали Дунай и захватили два плацдарма на западном берегу в районе Ватина и Апатина. Враг то и дело переходил в контратаки, пытаясь сбросить советские войска в Дунай и восстановить положение. Советская авиация надёжно прикрывает с воздуха плацдармы и переправы, обеспечивает сосредоточение войск фронта для развертывания дальнейших боевых действий по освобождению Венгрии.
20 ноября 1944 г. после мощной артиллерийской и авиационной подготовки советские войска перешли в наступление и уже 22 ноября при поддержке авиации 17-й ВА расширили плацдармы, соединив их в один, и углубились в оборону противника на 8 — 10 км. В ходе развернувшегося стремительного наступления 57-й и 4-й гвардейской армий авиации приходилось перебазироваться на новые аэродромы. Едва были освобождены город Печ и населённые пункты Батасек, Мохач и другие, как тыл воздушной армии тотчас же приступил к оборудованию аэродрома в указанных районах. 2 декабря был освобождён важный узел железных дорог в Юго-Западной Венгрии — Капошвар, а уже 10 декабря войска фронта вышли к оборонительному рубежу — «линия Маргарита», прикрывавшему с юго-запада подступы к венгерской столице, и создали все условия для окружения Будапешта с запада. На этой линии противник оказал ожесточённое сопротивление. Советские войска, перейдя к обороне, начали перегруппировку и подготовку к наступлению в северном направлении с целью окружения будапештской группировки противника.
23 и 24 декабря противник предпринял отчаянные попытки остановить продвижение советских войск. На помощь наступающим войскам пришли лётчики. Большие группы Ил-2 наносили удары по контратакующим танкам, пехоте и резервам противника. На следующий день, несмотря на неблагоприятные метеоусловия, наша авиация, действуя с малых высот и с бреющего полёта, наносила последовательные удары по танкам, артиллерии и транспортным средствам противника на прифронтовых дорогах и на поле боя, содействуя успешному наступлению наземных войск. Натиск советских войск был настолько стремителен, что гитлеровцы не успели эвакуировать из Секешфехервара и прилегающих к нему районов не только склады военного имущества, но и боевую технику. Секешфехервар был взят 23 декабря, а город Бичке — 24 декабря.
Вслед за наступавшими наземными войсками перебазировались и авиационные части.
С 26 декабря авиация корпуса принимает участие в боях за Эстергом. Войска 3-го Украинского фронта вышли к Дунаю севернее и северо-западнее Будапешта. Окружение вражеской группировки, насчитывавшей 188 тысяч человек, было завершено. Венгерское правительство во главе с Ф. Салаши сбежало в Австрию.
Гитлеровское командование не отказалось от намерения спасти окружённую в Будапеште группировку своих войск. В начале 1945 г. враг осуществил три последовательных крупных контрудара: один — в ночь на 2 января из района юго-восточнее Комарно, второй — 7 января из района севернее Секешфехервара и третий —18 января из района южнее Секешфехервара.
Основной задачей авиации была борьба с танками противника. Одновременно приходилось действовать по объектам на поле боя в непосредственном тактическом взаимодействии с наземными войсками. Не ослабевала борьба и с воздушным противником.
Не достигнув поставленных целей, немецко-фашистские войска с 14 января были вынуждены прекратить наступление. Используя сложные погодные условия, противник стал перегруппировывать свои силы и к исходу 17 января сосредоточил юго-западнее Секешфехервара большое количество боевой техники. 18 января, после артиллерийской подготовки, вражеские войска перешли в наступление западнее Секешфехервара. После ожесточённых боев им удалось 20 января выйти к Дунаю в районе Дунапентеля.
Во второй половине дня 18 января фашистские танки прорвались на шоссе, ведущее с запада к Секешфехервару. Несмотря на сложные метеоусловия, истребители вместе с частями штурмовой авиации обрушили сокрушительные удары по наступающей танковой группировке противника.
Продвижение врага было приостановлено 26 января. Немецко-фашистские войска перешли к обороне в районе Секешфехервара. Пробиться к Будапешту им не удалось. В этот период бои носили манёвренный характер, и поэтому очень часто стороны не имели сплошного фронта. В этих условиях чрезвычайно важное значение приобретала разведка всех видов. От своевременного получения сведений о противнике нередко зависел ход и исход боя.
27 января советские войска перешли в наступление. Гитлеровцы оказали ожесточённое сопротивление на северном участке. Однако к исходу 29 января 4-я гвардейская армия при активной поддержке авиации ликвидировала пазмондский выступ. Два корпуса этой армии наступали на Секешфехервар. Развивая наступление, северная и южная группировки советских войск 2 февраля соединились в районе Адони-Саболча и, образовав общий фронт, начали преследовать противника в западном направлении. Враг продолжал оказывать упорное сопротивление, однако остановить наступление советских войск, он не смог.
Отодвинув линию фронта на 25 — 35 км к западу от Дуная, войска фронта по приказу Маршала Советского Союза Ф. И. Толбухина к исходу 7 февраля перешли к обороне. Положение войск было восстановлено почти полностью, но опорный пункт Секешфехервар продолжал находиться в руках противника.
При отражении вражеского контрнаступления авиация корпуса оказывала поддержку наземным войскам, а в отдельных случаях срывала готовящиеся противником контрудары. При контрнаступлении гитлеровское командование обычно применяло крупные силы пехоты и танков на узком участке. Учитывая это, авиация наносила по таким участкам сосредоточенные удары большими группами самолётов.
С 13 февраля 1945 года, завершив Будапештскую операцию, 3-й Украинский фронт, а вместе с ним и части корпуса в составе 17-й ВА готовились к новым боям.
С 6 марта 1945 г. авиация корпуса принимает участие в последней в войне оборонительной операции советских войск, которая получила название Балатонской оборонительной операции.
С двадцатых чисел марта авиация поддерживает советские войска, наступающих на Вену — 3-й Украинский фронт, завершив освобождение Венгрии, в конце марта — начале апреля 1945 г. перенёс боевые действия на территорию Австрии.
13 апреля Вена была полностью очищена от гитлеровцев. Остатки немецко-фашистских войск, бросив технику, бежали на север. Авиация беспрерывно преследовала отступающего врага, нанося ему удар за ударом.
После разгрома венской группировки немецко-фашистских войск части 3-го Украинского фронта решением Ставки Верховного Главнокомандования были временно остановлены на рубеже Штоккерау, Санкт-Пельтен, Глоггница. Авиация 17-й ВА выполняла задачи по разведке, прикрытию своих войск, а также действовала по вражеским войскам в Чехословакии в интересах 2-го Украинского фронта.

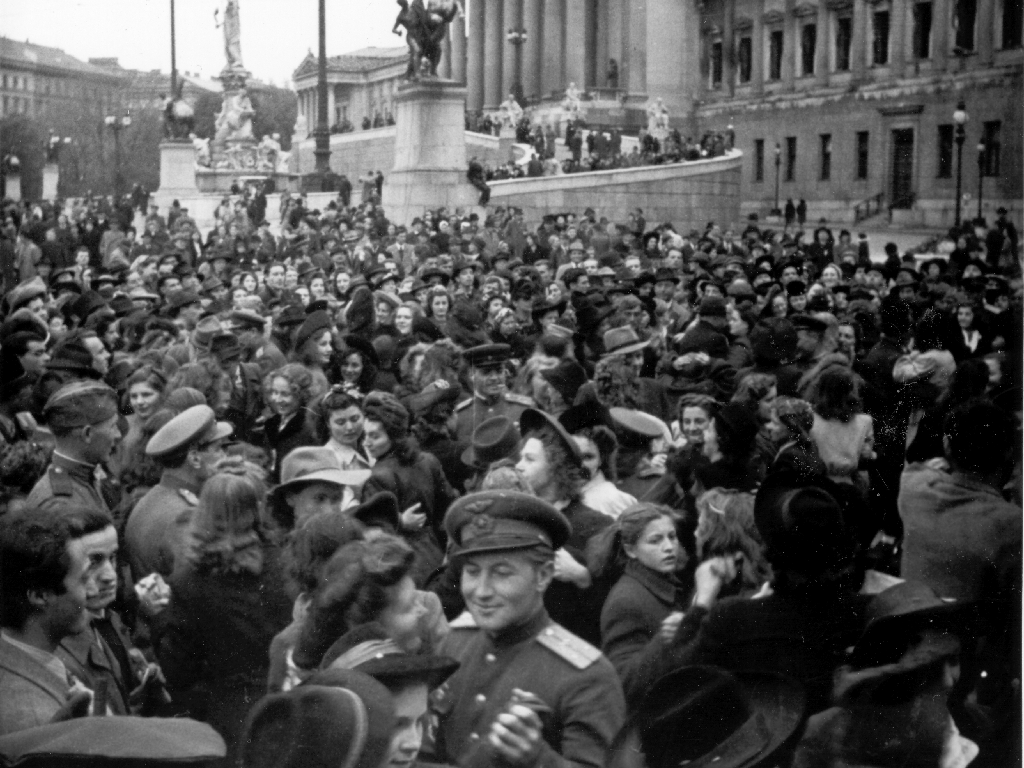
В освобождённой Вене

Господство в воздухе по-прежнему безраздельно принадлежало советским лётчикам. Отдельные попытки фашистской авиации нанести бомбардировочные и штурмовые удары по наступающим войскам немедленно пресекались нашими истребителями.
Утром 27 апреля войска фронта возобновили наступление в западном направлении с целью уничтожения и пленения фашистских войск. Лётчики корпуса активно поддерживали наземные войска. Своими налётами они сеяли панику в стане деморализованного врага, принуждая его сдаваться в плен.

Наиболее напряжённую работу вела авиация корпуса 7 мая.
Праздник Победы авиаторы корпуса встретили на аэродромах Венгрии и Австрии.
17 мая 1945 года в соответствии с приказом командующего 17-й Воздушной армией части и соединения корпуса приступили к боевой и политической подготовке в новых, мирных условиях.

## Почётные наименования
- 10-му Одесскому штурмовому авиационному корпусу присвоено почётное наименование «Венский»[3]
- 707-му штурмовому авиационному полку присвоено почётное наименование «Дунайский»[4]

## Награды
- 136-я штурмовая авиационная Нижнеднестровская дивизия за образцовое выполнение заданий командования в боях с немецкими захватчиками за освобождение города Вена и проявленные при этом доблесть и мужество Указом Президиума Верховного Совета СССР от 17 мая 1945 года награждена орденом Суворова II степени[5].
- 306-я Нижнеднепровская Краснознамённая штурмовая авиационная дивизия за образцовое выполнение заданий командования в боях с немецкими захватчиками за освобождение города Вена и проявленные при этом доблесть и мужество Указом Президиума Верховного Совета СССР от 17 мая 1945 года награждена орденом Суворова II степени[5].
- 31-й Нижнеднестровский истребительный авиационный полк Указом Президиума Верховного Совета СССР от 14 ноября 1944 года награждён орденом «Богдана Хмельницкого II степени»
- 31-й Нижнеднестровский ордена Богдана Хмельницкого II степени истребительный авиационный полк Указом Президиума Верховного Совета СССР от 5 апреля 1945 года награждён орденом «Кутузова III степени»
- 31-й Нижнеднестровский орденов Кутузова и Богдана Хмельницкого истребительный авиационный полк Указом Президиума Верховного Совета СССР от 26 апреля 1945 года награждён орденом «Боевого Красного Знамени»
- 116-й Измаильский истребительный авиационный полк Указом Президиума Верховного Совета СССР от 26 апреля 1945 года награждён орденом «Суворова III степени»
- 116-й Измаильский истребительный авиационный полк Указом Президиума Верховного Совета СССР от 26 апреля 1945 года награждён орденом «Кутузова III степени»
- 164-й Галацкий истребительный авиационный полк Указом Президиума Верховного Совета СССР от 14 ноября 1944 года награждён орденом «Боевого Красного Знамени»
- 164-й Галацкий Краснознамённый истребительный авиационный полк Указом Президиума Верховного Совета СССР от 26 апреля 1945 года награждён орденом «Суворова III степени»
- 210-й штурмовой авиационный Севастопольский Краснознамённый полк за образцовое выполнение заданий командования в боях с немецкими захватчиками при овладении городами Папа, Девечер и проявленные при этом доблесть и мужество Указом Президиума Верховного Совета СССР от 26 апреля 1945 года награждён орденом Кутузова III степени[5].
- 615-й штурмовой авиационный полк имени Чкалова за образцовое выполнение заданий командования на фронте борьбы с немецкими захватчиками и проявленные при этом доблесть и мужество Указом Президиума Верховного Совета СССР от 2 августа 1944 года награждён орденом Красного Знамени[6].
- 639-й штурмовой авиационный полк Указом Президиума Верховного Совета СССР награждён орденом «Кутузова III степени».
- 672-й Галацкий штурмовой авиационный полк Указом Президиума Верховного Совета СССР награждён орденом «Суворова III степени».
- 672-й Галацкий штурмовой авиационный полк Указом Президиума Верховного Совета СССР награждён орденом «Кутузова III степени».
- 707-й Дунайский Краснознамённый штурмовой авиационный полк Указом Президиума Верховного Совета СССР награждён орденом «Кутузова III степени».
- 715-й штурмовой авиационный Каменец-Подольский полк за образцовое выполнение заданий командования в боях с немецкими захватчиками за освобождение города Белград и проявленные при этом доблесть и мужество Указом Президиума Верховного Совета СССР от 14 ноября 1944 года награждён орденом Красного Знамени[6].
- 715-й штурмовой авиационный Каменец-Подольский Краснознамённый полк за образцовое выполнение заданий командования в боях с немецкими захватчиками при овладении городами Папа, Девечер и проявленные при этом доблесть и мужество Указом Президиума Верховного Совета СССР от 26 апреля 1945 года награждён орденом Кутузова III степени[5].
- 951-й штурмовой авиационный Нижнеднестровский полк Указом Президиума Верховного Совета СССР награждён орденом «Боевого Красного Знамени»
- 951-й штурмовой авиационный Нижнеднестровский Краснознамённый полк Указом Президиума Верховного Совета СССР награждён орденом «Кутузова III степени»
- 989-й штурмовой авиационный Черновицкий полк за образцовое выполнение заданий командования в боях с немецкими захватчиками при овладении городом Будапешт и проявленные при этом доблесть и мужество Указом Президиума Верховного Совета СССР от 5 апреля 1945 года награждён орденом Кутузова III степени[5].
- 995-й штурмовой авиационный Измаильский полк Указом Президиума Верховного Совета СССР награждён орденом «Кутузова III степени»

## Благодарности Верховного Главнокомандующего
Воинам корпуса объявлены благодарности Верховного Главнокомандующего:
- За отличие в боях при освобождении города Белград[7].
- За отличие в боях при форсировании Дуная и прорыве обороны противника, овладении городами и крупными узлами коммуникаций Печ, Ватажек, Мохач и более 330 других населенных пунктов[8].
- за овладение городами Секешфехервар и Бичке — крупными узлами коммуникаций и важными опорным пунктами обороны противника, лишение основных путей отхода на запад будапештской группировки немецко-венгерских войск[9].
- за овладение городом Шопрон[10]
- За овладение городом Будапешт[11]
- За отличие в боях при овладении городами Секешфехервар, Мор, Зирез, Веспрем, Эньинг, а также более 350 других населенных пунктов[12].
- За отличие в боях при овладении городами Папа и Девечер — крупными уздами дорог и сильными опорными пунктами обороны немцев, прикрывающими пути к границам Австрии[13].
- За отличие в боях при форсировании реки Раба и за овладение городами Чорно и Шарвар — важными узлами железных дорог и сильными опорными пунктами обороны немцев, прикрывающими пути к границам Австрии[14].
- За отличие в боях при овладении городами Сомбатель, Капувар и Кёсег и выход на австрийскую границу[15].
- За отличие в боях при овладении городами Вашвар, Керменд, Сентготтард — важными опорными пунктами обороны немцев на реке Раба и южнее озера Балатон[16].
- За отличие в боях при овладении городом Шопрон — крупным железнодорожным узлом и важным опорным пунктом обороны немцев на подступах к Вене[17].
- За отличие в боях при овладении на территории Австрии промышленным городом и крупным железнодорожным узлом Винер-Нойштадт и городами Эйзенштадт, Неункирхен, Глогнитц — важными опорными пунктами обороны немцев на подступах к Вене[18].
- За отличие в боях при овладении столицей Австрии городом Вена — стратегически важным узлом обороны немцев, прикрывающим пути к южным районам Германии[19].
- За отличие в боях при овладении на территории Австрии городом Санкт-Пельтен — важным узлом дорог и сильным опорным пунктом обороны немцев на реке Трайзен[20].
- За овладение крупным промышленным центром Чехословакии городом Брно (Брюн) — важным узлом дорог и мощным опорным пунктом обороны немцев[21].

## Дважды Герои Советского Союза
- Сивков Григорий Флегонтович, капитан, штурман 210-го штурмового авиационного полка 136-й штурмовой авиационной дивизии 10-го штурмового авиационного корпуса 17-й воздушной армии Указом Президиума Верховного Совета СССР 18 августа 1945 года удостоен звания Дважды Герой Советского Союза. Золотая Звезда № 76/II